# Patrick Spence
Patrick Spence (né le 11 février 1898 à Queenstown, Afrique du Sud et mort le 22 novembre 1983 à Johannesbourg), est un joueur de tennis sud-africain.
Il a notamment remporté le Tournoi de Wimbledon (avec Elizabeth Ryan), en double mixte et les Internationaux de France en 1931 (avec Betty Nuthall) .

## Palmarès (partiel)

### Titres en simple
Non connu

### Finales de simple perdues
Non connu

### Finales de double perdues
Non connu

### Titres en double mixte (2)
|   | Date | Nom et lieu du tournoi          | Cat.      | ($) | Surf.        | Partenaire     | Finalistes                           | Score         |
| - | ---- | ------------------------------- | --------- | --- | ------------ | -------------- | ------------------------------------ | ------------- |
| 1 | 1928 | The Championships, Wimbledon    | G. Chelem |     | Herbe (ext.) | Elizabeth Ryan | Daphne Akhurst Jack Crawford         | 7-5, 6-4      |
| 2 | 1931 | Internationaux de France, Paris | G. Chelem | 0   | Terre (ext.) | Betty Nuthall  | Dorothy Shepherd Barron Henry Austin | 6-3, 5-7, 6-3 |

### Finales en double mixte
Aucune